# Jaskrów
Jaskrów est une localité polonaise de la gmina de Mstów, située dans le powiat de Częstochowa en voïvodie de Silésie.